# Babina
A Babina a kétéltűek (Amphibia) osztályába, valamint a békák (Anura) rendjébe és a valódi békafélék (Ranidae) családjába tartozó nem. A nem korábban a Rana alneme volt.

## Előfordulásuk
A nembe tartozó fajok Kelet- és Délkelet-Ázsiában honosak.

## Rendszerezés
A nembe az alábbi fajok tartoznak:
- Babina holsti (Boulenger, 1892)
- Babina subaspera (Barbour, 1908)